# Roscoe Bartlett

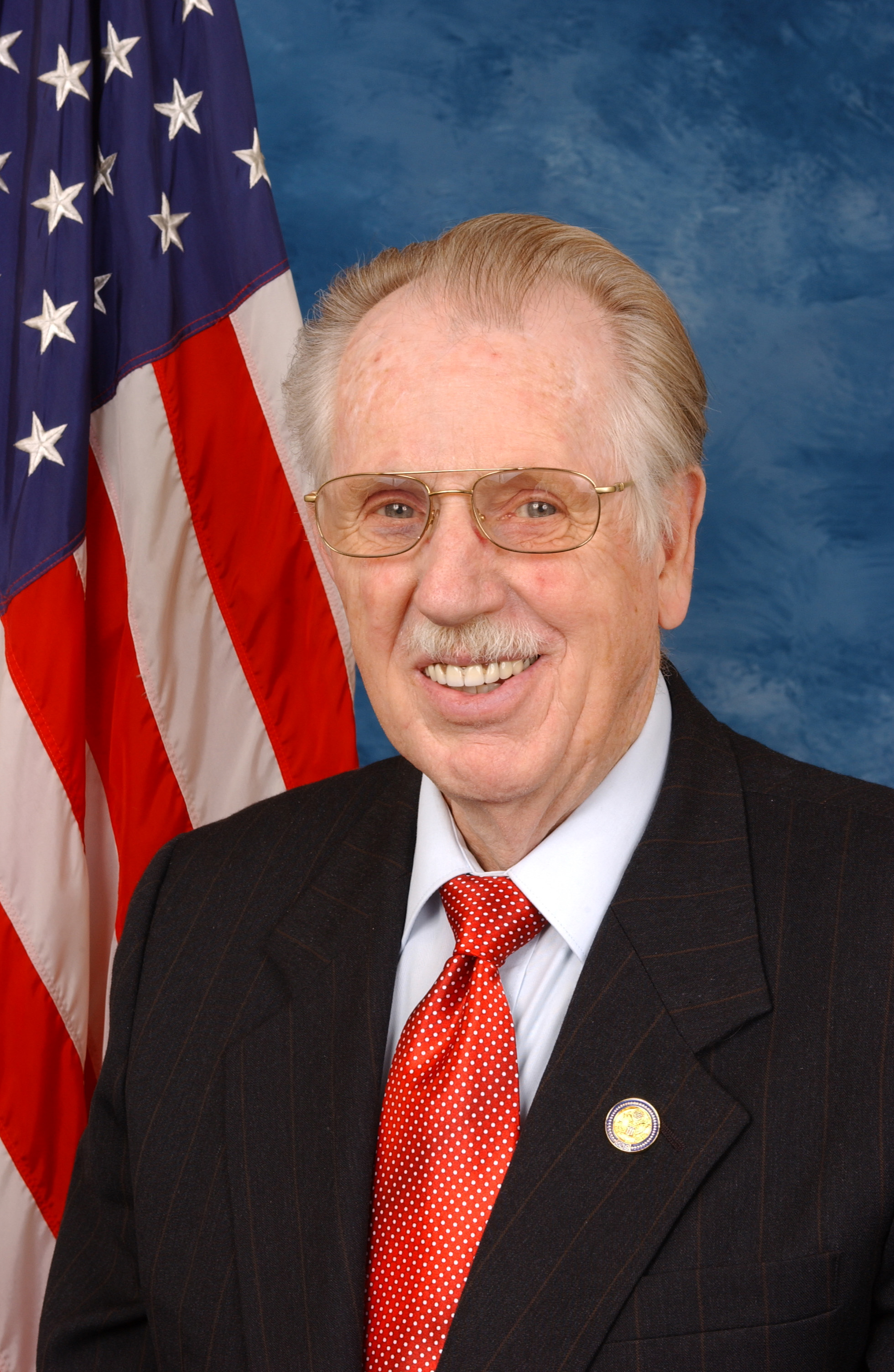
Roscoe Bartlett

Roscoe Gardner Bartlett, född 3 juni 1926 i Jefferson County, Kentucky, är en amerikansk republikansk politiker. Han representerade delstaten Marylands sjätte distrikt i USA:s representanthus 1993-2013.
Bartlett avlade 1947 grundexamen vid Columbia Union College. Han avlade sedan 1948 masterexamen och 1952 doktorsexamen i fysiologi vid University of Maryland. Han undervisade 1952-1954 vid Loma Linda University och 1954-1956 vid Howard University.
Bartlett utmanade utan framgång sittande kongressledamoten Beverly Byron i kongressvalet 1982. Byron förlorade i demokraternas primärval inför kongressvalet 1992 mot Thomas Hattery. Bartlett besegrade sedan Hattery i själva kongressvalet och efterträdde Byron som kongressledamot i januari 1993.